# Colorant acide
 (mai 2025).
Les colorants acides sont des colorants solubles utilisés en teinturerie pour la teinture des fibres animales et des fibres polyamides en milieu neutre, légèrement alcalin, acide, voire très fortement acide. 
La famille des colorants acides est composée de différentes familles suivant les besoins en acide :
- Colorants acides faibles : pas ou peu d'acide faible (acide acétique) épuisement[3] favorisé par du sulfate de sodium.
- Colorants acides : se teignent au début avec des acides faibles et sont épuisés avec un acide fort (acide formique).
- Colorants acides forts : se teignent dès le début avec un acide fort (acide sulfurique) et nécessitent parfois de fortes quantités.

## Mise en garde préalable
- La teinturerie peut être considérée comme une industrie artisanale. Le côté industriel se retrouve dans les structures et infrastructures que doit posséder une teinturerie. Le côté artisanal tient au fait qu'en partant d'un procédé de base, l'interprétation qu'en fait le teinturier diffère en fonction des machines dont il dispose, de la présentation de la marchandise à teindre (bourre, fils, tricot, tissus, tapis, dentelles, passementerie, lacets, cordes pour saucissons, etc.), de l'usage auquel l'article est destiné, du prix que le donneur d'ordre est prêt à payer, etc.
- On peut pratiquement dire qu'il y a autant de procédés de teinture qu'il y a de teinturiers, c'est pourquoi ce qui suit ne donne qu'un aperçu de la manière dont cela peut se faire.
- Il serait en effet trop long et de toute manière incomplet de donner le détail des opérations qu'une marchandise textile subit avant d'arriver entre les mains de l'usager final.
- Il faut également tenir compte que beaucoup d'articles à teindre sont composés de mélanges de fibres et que par conséquent il faut faire des compromis pour ménager le textile.

## Emploi
Les colorants sont solubles à l'eau bouillante.  
1. Appliqués sur la laine ou la soie naturelle.

Les auxiliaires de teinture sont :
- du sulfate d'ammonium pour obtenir un tampon[4]
- de l'acide (en fonction de la famille utilisée)
- du chlorure de sodium ou le sulfate de sodium pour favoriser « l'épuisement » (montée du colorant sur la fibre),
- un lubrifiant (pour favoriser le glissement des plis les uns sur les autres lors des traitements en boyaux).
- un égalisant pour aider la pénétration et l'unisson

- Le bain est porté progressivement à ébullition, reste en cet état pendant 45 à 60 minutes (toujours pour favoriser la pénétration), puis est refroidi à 80 °C pour l'échantillonnage.(vérification de la nuance obtenue) ; la correction éventuelle se fait par addition des colorants manquants[5].

Ensuite le textile est refroidi, puis rincé et parfois fixé pour améliorer certaines solidités.
1. Appliqués sur les fibres polyamides.

Les auxiliaires de teinture sont :
- du sulfate d'ammonium pour obtenir un tampon
- de l'acide (en fonction de la famille utilisée)
- un lubrifiant (pour favoriser le glissement des plis les uns sur les autres lors de la teinture en boyaux).
- un retardateur[6] ce qui aide pour l'obtention d'une bonne pénétration et l'unisson.

- Le bain est porté en fonction du matériel soit à ébullition, soit à 110 °C - 120 °C pendant 45 à 60 minutes (toujours pour favoriser la pénétration), puis est refroidi à 80 °C pour l'échantillonnage. (vérification de la nuance obtenue) ; la correction éventuelle se fait par addition des colorants manquants. Un meilleur épuisement peut être obtenu avec une addition d'acide

Ensuite le textile est refroidi, puis rincé et parfois fixé pour améliorer certaines solidités.
Remarques : certaines fibres synthétiques ont été modifiées en leur ajoutant un groupe aminé, ce qui permet de les teindre également avec des colorants acides sélectionnés. Cela reste toutefois minoritaire.

## Avantages et défauts
Le prix de revient de ce type de teinture n'est pas trop élevé. Les propriétés seront en fonction de la destination du textile.